# Two Hands (Big Thief)
Two Hands è il quarto album in studio del gruppo musicale statunitense Big Thief, pubblicato nel 2019.

## Tracce
Testi e musiche di Adrianne Lenker, eccetto dove indicato.
1. Rock and Sing – 2:03
2. Forgotten Eyes – 3:31
3. The Toy – 4:16
4. Two Hands – 3:52
5. Those Girls – 3:22
6. Shoulders – 3:13
7. Not – 6:07
8. Wolf – 4:42
9. Replaced (Lenker, Buck Meek) – 4:54
10. Cut My Hair – 3:36

## Formazione
- Adrianne Lenker – chitarra, voce
- Buck Meek – chitarra, voce (3–5, 9)
- Max Oleartchik – basso, voce (1), percussioni (3)
- James Krivchenia – batteria (1–7, 9, 10), voce (1, 7), percussioni (4), mazze (7), piatto (8)